# حذوة (المسيمير)

تعديل مصدري - تعديل

حذوة هي إحدى قرى عزلة المسيمير بمديرية المسيمير التابعة لمحافظة لحج، بلغ تعداد سكانها 80 نسمة حسب تعداد اليمن لعام 2004.